# Kamal Bahamdan
Kamal Bahamdan (ur. 12 lutego 1970) – saudyjski biznesmen i pięciokrotny olimpijski jeździec.

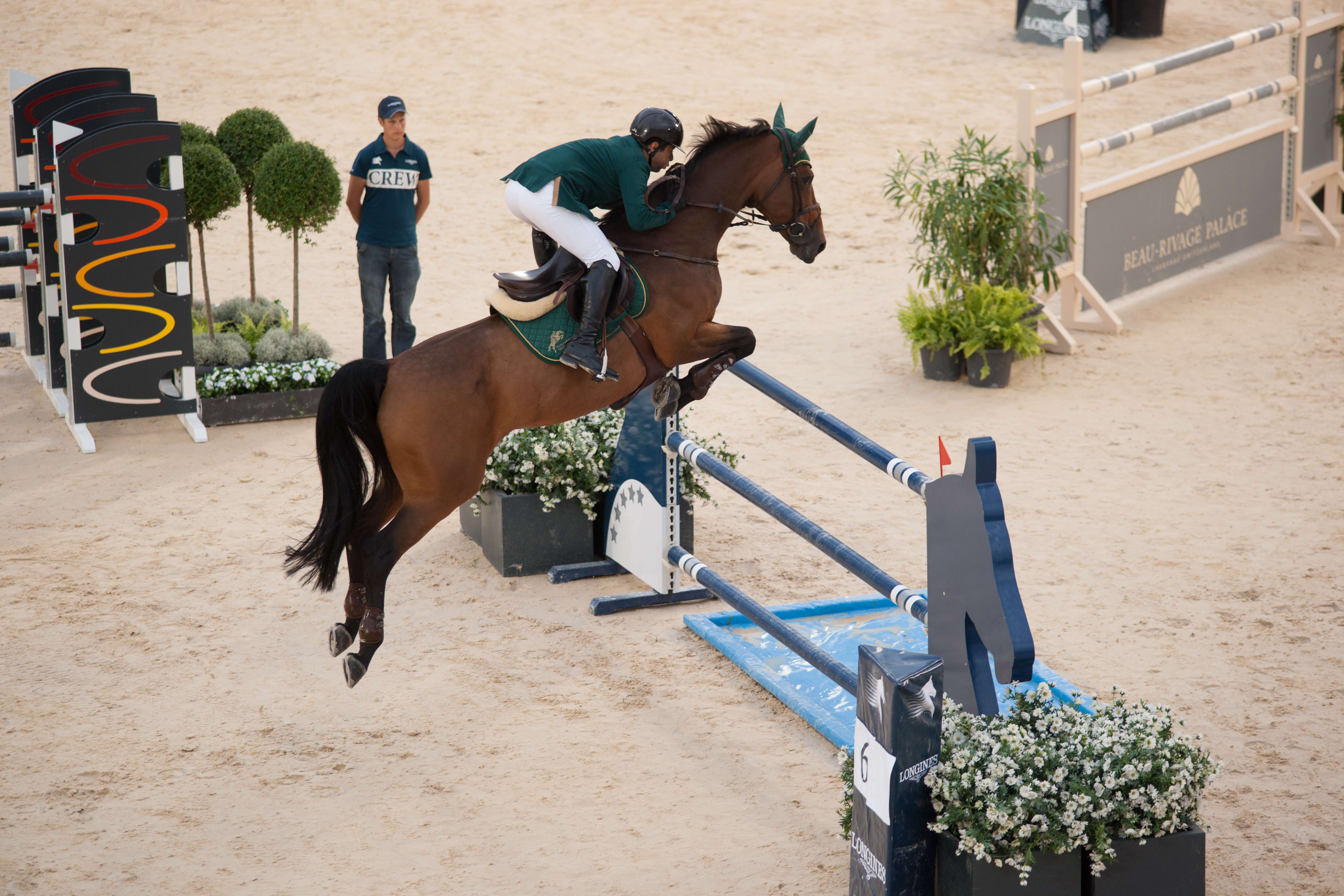
Kamal Bahamdan na koniu Noblesse Des Tess, uczestniczący w zawodach Longines Global Champions Tour w 2013 roku.

## Wczesne życie
Kamal urodził się w Rijad, po ukończeniu szkoły średniej w 1994 roku uzyskał tytuł licencjata naukowego w dziedzinie Inżynierii Produkcji na Uniwersytecie Bostońskim.

## Kariera
Jest założycielem i dyrektorem generalnym globalnej spółki holdingowej, Safanad, którą założył w 2009 roku przy wsparciu Bahamdan Group, której jest wiceprzewodniczącym. Grupa została założona w latach 40. przez jego dziadka Salem Bahamdan w Mekka. W latach 50. została zarejestrowana w Rijadzie przez jego ojca Abdullah Bahamdan, byłego dyrektora zarządzającego i przewodniczącego National Commercial Bank, która wówczas była największym bankiem w świecie arabskim. Od momentu założenia, Grupa dokonała ponad 250 inwestycji w różnych rynkach i sektorach na Bliskim Wschodzie, w Europie, Azji i Stanach Zjednoczonych.
W marcu 2014 roku Safanad i Formation Capital sprzedały portfel 43 obiektów mieszkalnych dla osób starszych i 37 obiektów opieki pielęgniarskiej firmie NorthStar Realty za 1,05 miliarda dolarów.
W czerwcu 2014 roku Safanad i Ron Packard, założyciel i były dyrektor generalny firmy edukacyjnej Stride, Inc., ogłosili uruchomienie nowej firmy edukacyjnej o nazwie Pansophic Learning. Po jej utworzeniu firma natychmiastowo przejęła od K12 Inc. kilka aktywów, w tym licencje na program nauczania i technologię, międzynarodową prywatną szkołę stacjonarną, platformę edukacji wyższej oraz biznes K12 na Bliskim Wschodzie. Firma rozrosła się, obsługując ponad 50 000 uczniów w ponad 165 szkołach i akademiach nauki wczesnoszkolnej, głównie w USA, Europie i Afryce. W październiku 2022 roku Safanad ogłosił dalszą ekspansję swojej platformy edukacyjnej, z planowanym początkowym inwestycją w sektor edukacji MENA w wysokości 200 milionów dolarów i zobowiązaniem do znacznie większych inwestycji w celu pozyskiwania, zarządzania i rozwijania wielu niepublicznych szkół partnerskich, szkół online, placówek edukacji wczesnoszkolnej oraz K-12 niezależnie oraz we współpracy z rządami regionalnymi.

Poza inwestycjami w edukację, Bahamdan jest również filantropem edukacji. W grudniu 2022 roku Uniwersytet Bostonu, jego macierzysta uczelnia, ogłosił, że ufundował katedrę ds. dobrostanu wczesnodziecięcego, co - jak podkreślił Uniwersytet - stanowi istotny kamień milowy w jego działaniach w tej dziedzinie.
Safanad jest również właścicielem HC-One, dostawcy domów opieki dla osób starszych działającego w Wielkiej Brytanii. Dochodzenie BBC Panorama podkreśliło, w jaki sposób inwestorzy private equity, tak jak Kamal Bahamdan, negatywnie wpływają na pewne sektory gospodarki, przekierowując środki firmy na spłatę drogich długów wprowadzonych przez inwestora. Jednak HC-One wyjaśniło te zarzuty, stwierdzając: „W ciągu ostatnich pięciu lat nasi właściciele umożliwili nam zainwestowanie 145 milionów funtów w modernizację naszych placówek, z dodatkowym zobowiązaniem w wysokości 115 milionów funtów do roku 2022/23. To znacznie przewyższa wszystkie skumulowane dywidendy i opłaty zarządzania, jakie otrzymali w tym samym okresie - ogółem 32 miliony funtów...” Zawsze byliśmy rezydentami podatkowymi w Wielkiej Brytanii, płacimy pełen podatek w Wielkiej Brytanii i składamy nasze sprawozdania w Companies House... Nie używamy naszej struktury w celu sztucznego obniżania naszych dochodów.
Wcześniej Bahamdan był również współzałożycielem Al-Khabeer Merchant Finance Corporation (zał. 2007) oraz był Partnerem Zarządzającym i Współzałożycielem międzynarodowej firmy inwestycyjnej BV Group z siedzibą w Waszyngtonie, DC (zał. 1995).

## Nagrody i wyróżnienia
W 2012 roku został odznaczony Orderem Króla Abdulaziza I klasy, a w 2006 roku został uznany za Młodego Lidera Światowego Biznesu przez Forum Młodych Liderów Światowych, organizację stowarzyszoną z Światowym Forum Ekonomicznym.

## Skoki przez przeszkody

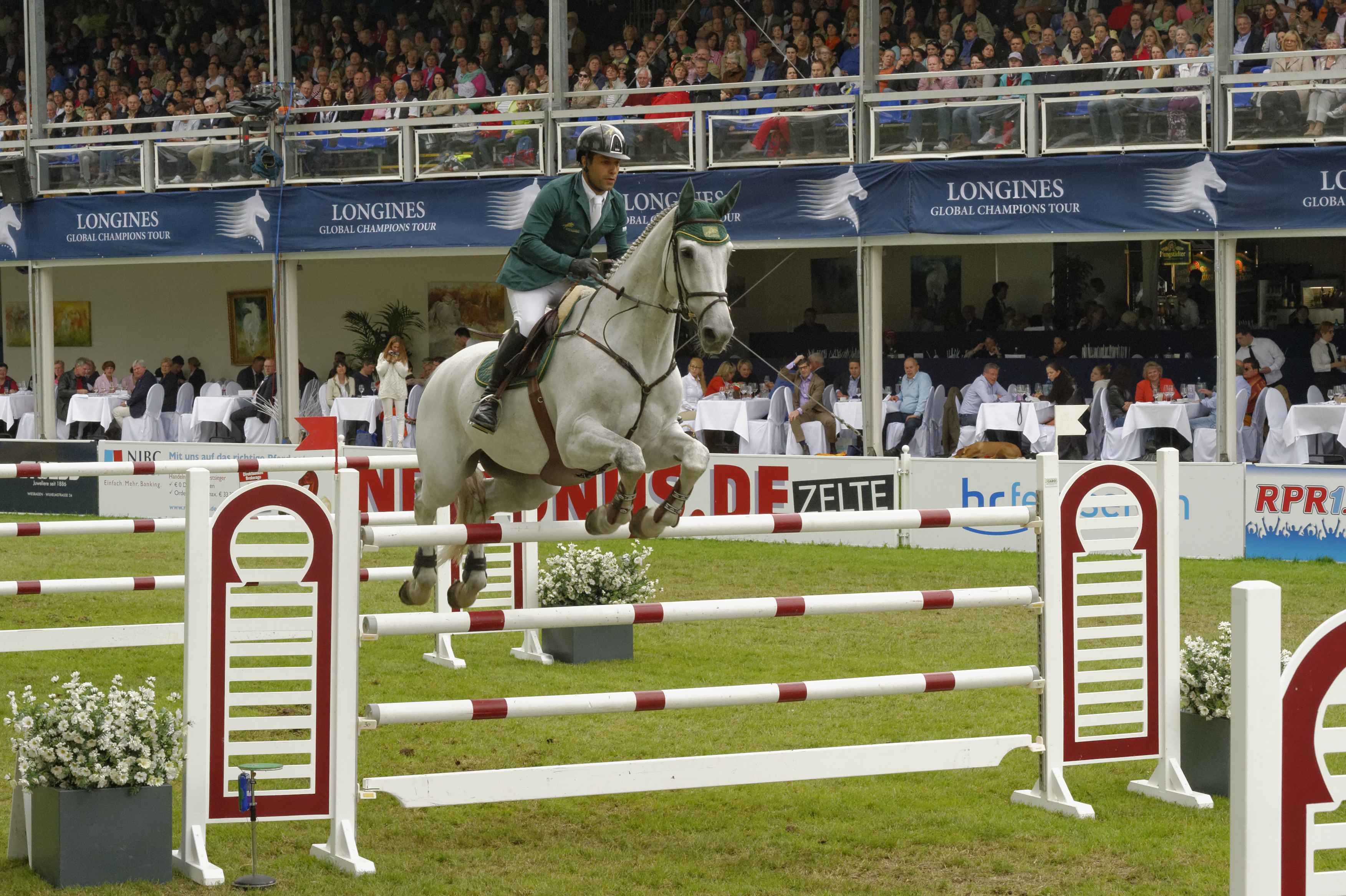
Wiesbaden 2013

Bahamdan jest także mistrzem sportowym.
Jeżdżąc od siódmego roku życia, regularnie uczęszczał na lekcje jazdy konnej w Wielkiej Brytanii każdego lata, a następnie zaczął startować w lokalnych zawodach jeździeckich, często rywalizując z rodakami, takimi jak Ramzy Al-Duhami i Khaled Al-Eid. Podczas studiów i pracy w finansach w Stanach Zjednoczonych rywalizował na wschodnim wybrzeżu, gdzie zwrócił uwagę Ziyada Abduljawada, obecnie dyrektora zarządzającego saudyjskimi ekipami jeździeckimi. W 2004 roku przeniósł swoją bazę jeździecką do Valkenswaard w Holandii, zadebiutował międzynarodowo w konkursach jeździeckich w tym samym roku, choć rywalizował tylko częściowo.
Po zdobyciu złota drużynowego i indywidualnego na igrzyskach Panarabskich w 2004 roku, zdobył złoto drużynowe i srebro indywidualne na igrzyskach Panarabskich w 2011 roku w Dosze. Po udziale w letnich igrzyskach olimpijskich w 1996, 2000, 2004 i 2008 roku, po Mistrzostwach Świata FEI w Jeździectwie w Lexington, Kentucky w 2010 roku, postanowił skoncentrować się na pełnym etacie w przygotowaniach do letnich igrzysk olimpijskich w 2012 roku w Londynie, Anglia, współpracując z Janem Tops. Saudyjska drużyna, prowadzona przez Stanny'ego Van Paesschena, zdobyła brąz, a Bahamdan zajął czwarte miejsce w konkurencji indywidualnej. Od tego czasu wziął udział w sponsorowanym przez Longines Global Champions Tour, zdobywając Grand Prix w Rijadzie w 2013 roku na koniu Noblesse des Tess.
W 2013 roku został mianowany do Międzynarodowej Federacji Jeździeckiej (FEI) na początkowy czteroletni okres. W lutym 2014 roku został drugim finalistą w konkursie Arriyadiyah Awards for Sports Excellence, wręczanym przez księcia Nawafa ibn Faisala.